# Saensak Muangsurin
Saensak Muangsurin (thailändisch แสนศักดิ์ เมืองสุรินทร์; eigentlich: Boonsong Mansri (บุญส่ง มั่นศรี); * 13. August 1950 in Phetchabun, Thailand; † 16. April 2009 in Bangkok, Thailand) ist ein ehemaliger thailändischer Boxer im Halbweltergewicht.
Saensak wurde bereits in seinem 3. Profikampf WBC-Weltmeister und stellte damit, unabhängig von den Gewichtsklassen, einen neuen Rekord auf. Am 21. Juni 2014 wurde dieser Rekord vom Ukrainer Wassyl Lomatschenko eingestellt, als dieser im Federgewicht gegen den US-Amerikaner Gary Russell durch Mehrheitsentscheidung den vakanten WBO-Weltmeistertitel gewann.
In seinem 4. Kampf verlor Saensak den Gürtel an den Spanier Miguel Velázquez durch Disqualifikation in der 4. Runde. Allerdings errang er ihn im direkten Rematch durch T.K.o in Runde 2 wieder und verteidigte ihn mehrmals in Folge.